# Melaleuca apostiba
Melaleuca apostiba là một loài thực vật có hoa trong Họ Đào kim nương. Loài này được K.J.Cowley mô tả khoa học đầu tiên năm 1990.